# (30618) 3084 P-L
3084 P-L (asteroide 30618) é um corpo celeste do Cinturão de Asteroides, localizado entre Marte e Júpiter. Possui uma excentricidade de 0.04376570 e uma inclinação de 5.94045º.
Este asteroide foi descoberto no dia 25 de setembro de 1960 por Cornelis Johannes van Houten e Ingrid van Houten-Groeneveld e Tom Gehrels em Palomar.